# Белая, Мария Гавриловна
Мария Гавриловна Белая (15 июля 1910, Голая Пристань, Таврическая губерния — 29 декабря 1996) — свинарка колхоза «12 лет Октября» Голопристанского района Херсонской области.

## Биография
Родилась 2 июля 1910 года в селе Голая Пристань Збурьевской волости Днепровского уезда Таврической губернии. Украинка. Окончила 1 класс сельской школы.
С 1929 года работала свинаркой в колхозе «12 лет Октября». В 1957 году получила и сохранила от 10 закреплённых за ней свиноматок 350 поросят, сдала государству более 100 центнеров мяса, что дало колхозу 33.697 рублей чистой прибыли.
За особые заслуги в развитии сельского хозяйства и достижение высоких показателей по производству продуктов сельского хозяйства Указом Президиума Верховного Совета СССР от 26 февраля 1958 года Белой Марии Гавриловне присвоено звание Героя Социалистического Труда с вручением ордена Ленина и золотой медали «Серп и Молот».
Жила в городе Голая Пристань Херсонской области. Умерла в 1996 году.
Награждена орденом Ленина, медалями.
На аллее Славы в Голой Пристани установлена мемориальная доска.